# Cot Eumpeegla
Cot Eumpeegla är ett berg i Indonesien.   Det ligger i provinsen Aceh, i den västra delen av landet, 1 800 km nordväst om huvudstaden Jakarta. Toppen på Cot Eumpeegla är 689 meter över havet.
Terrängen runt Cot Eumpeegla är huvudsakligen kuperad, men västerut är den bergig.Runt Cot Eumpeegla är det ganska tätbefolkat, med 86 invånare per kvadratkilometer. I omgivningarna runt Cot Eumpeegla växer i huvudsak städsegrön lövskog.